# Робинзон Крузо на острове греха
«Робинзон Крузо на острове греха» (англ. Private Gold 72: Robinson Crusoe on Sin Island) — американский хардкорный порнофильм, снятый в 2005 году режиссёром Аллесандро Дель Маром на студии Private Media Group. В России был показан в урезанном виде на канале «Русская ночь». По мотивам романа Даниэля Дефо.

## Сюжет
Лондон. К популярному писателю Даниэлю Дефо обращается некто Робинзон Крузо — он предлагает ему прочитать его дневник и сделать из него книгу. Дефо соглашается и узнает о приключениях Робинзона Крузо на необитаемом острове. В свое время Робинзон совратил жену одного известного человека. Тот послал человека убить его, но Крузо сам убил его. Ему пришлось бежать из Великобритании в Америку, но по дороге он попал в кораблекрушение, и, будучи единственным выжившим, очутился на необитаемом острове. Много лет он был в одиночестве, но потом встретил пиратов, остановившихся на острове в поисках сокровищ, и познакомился с туземкой, которую назвал Воскресенье и которая надолго стала его спутником.

## Сексуальные сцены
1. Джордж Уль — Филлип Дин — Никки Блонд — Валентина Веласкес.
2. Джордж Уль — Эвелин Лори — Сильвия Сэйнт — Люси Лав.
3. Лауро Гиотто — Кевин Лонг — Йонна Пич — Никки Райдер.
4. Джордж Уль — Йокаста.
5. Франческо Малкольм — Кевин Лонг — Никки Райдер — Дженнифер Стоун.
6. Хорст Барон — Эйнджел Дарк.
7. Джордж Уль — Филлип Дин — Талия Вестини — Дженнифер Стоун.

## Награды
- Eroticline Awards — 2005
- AVN Awards — 2006
- FICEB Award — 2006 (Две премии)